# La Barre-en-Ouche
La Barre-en-Ouche település Franciaországban, Eure megyében. Lakosainak száma 861 fő (2018. január 1.). La Barre-en-Ouche Bois-Anzeray, Bosc-Renoult-en-Ouche, Épinay, Gisay-la-Coudre és La Haye-Saint-Sylvestre községekkel határos.

## Népesség
A település népességének változása:
| Lakosok száma | 796  | 829  | 824  | 713  | 791  | 945  | 1011 | 928  | 904  | 861  |
|               | 1962 | 1968 | 1982 | 1990 | 1999 | 2008 | 2011 | 2013 | 2017 | 2018 |